# Ferenc Hegedűs
Ferenc Hegedűs, né le 14 septembre 1959 à Tarján, est un escrimeur hongrois.

## Carrière
Ferenc Hegedűs participe aux Jeux olympiques d'été de 1992 et  remporte la médaille d'argent dans l'épreuve de l'épée par équipe.